# Webometrics

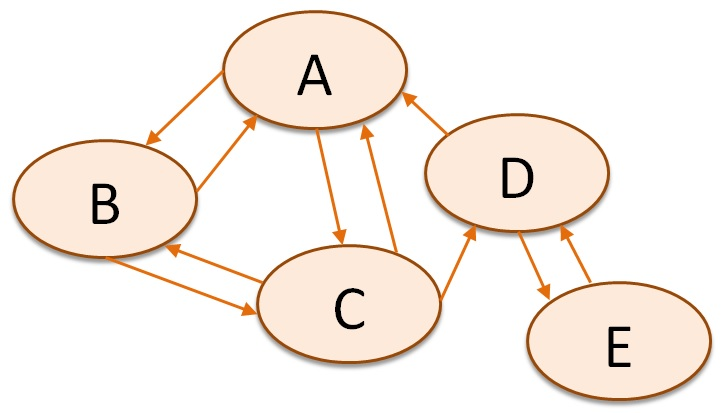
Sito basato rapporto grafico. L'idea è stata presa dalla carta "costi di creazione di Web-comunicatore che condividono problema come un gioco cooperativo"

La scienza della Webometrics (detta anche cybermetrics), termine coniato da Tomas C. Almind e Peter Ingwersen nel 1997, indica la scienza che si occupa di misurare il World Wide Web per ottenere la conoscenza circa il numero e i tipi di collegamenti ipertestuali, la struttura del World Wide Web grazie all'utilizzo di modelli.

## Storia
Secondo Lennart Björneborn e Ingwersen (2004), la definizione di Webometrics è la seguente: «lo studio degli aspetti quantitativi della costruzione e l'uso delle risorse informative, strutture e tecnologie sul web attingendo approcci bibliometrici e informetric.»
È stata inoltre introdotta una seconda definizione di Webometrics, «lo studio di contenuti web-based con metodi prevalentemente quantitativi per obiettivi di ricerca di scienze sociali con tecniche che non sono specifici di un campo di studio» (Thelwall, 2009), questa seconda definizione sottolinea lo sviluppo di metodi applicati per l'uso nelle scienze sociali più ampi.
Una concreta applicazione di queste misure è nata alla metà degli anni '90 da parte dell'azienda Cybermetrics Lab che si è impegnata nella ricerca webometrica dei siti web delle università mondiali, generando un ranking di esse.

## Metodiche
I metodi usati per le valutazioni metriche comprendono:
1. Il contenuto e le caratteristiche delle pagine web e degli altri servizi di rete (tra gli altri metodi usati quelli di linguistica o linguistica computazionale).
2. I link delle pagine tra di loro o la conseguente formazione di una struttura di rete.
3. Il comportamento degli utenti di Internet, per esempio, durante la navigazione, la ricerca e la scrittura.

L'obiettivo è in primario è l'acquisizione di conoscenze sulla struttura e lo sviluppo del World Wide Web o da alcune sue zone e anche trovare migliori metodi per cercare le informazioni sul Web, per effetto del recupero di nuove informazioni con le misure fatte.
Settori scientifici affini sono: la bibliometria, l'Informetrics, la scientometria, etnografia virtuale e web mining.
Una misura relativamente semplice usata nella webometrics è il "Web Impact Factor" (WIF) introdotto da Ingwersen (1998). 
La misura WIF può essere definito come il numero di pagine web di un sito web che riceve i link da altri siti web, diviso per il numero di pagine web pubblicate nel sito, che sono accessibili al crawler. 
Tuttavia l'uso di WIF è stato ignorato a causa artefatti matematici. 
Altri indicatori simili utilizzano le dimensioni della pagina, invece che del numero di pagine web, queste si sono dimostrate più utili.

### Ranking siti web delle università e istituti di ricerca nel mondo
Il ranking dell'azienda Cybermetrics Lab è basato su quattro indicatori:
| Indicatore | Abbreviazione | Significato                                                      | Motori di ricerca                    |
| ---------- | ------------- | ---------------------------------------------------------------- | ------------------------------------ |
| Visibilità | V             | Il numero di link da altri siti                                  | Google, Yahoo, Live Search e Exalead |
| Dimensione | D             | Numero totale di pagine                                          | Yahoo Search, Live Search e Exalead  |
| File Rich  | R             | Numero di file full-text                                         | Google                               |
| Studioso   | S             | Numero di articoli pubblicati su questo sito e le loro citazioni | Google Scholar                       |

Le critiche mosse all'algoritmo usato tengono conto del fatto che:
- Il metodo non tiene conto del fatto che le istituzioni educative sono in grado di supportare una varietà di aree di dominio;
- In nessun conto è tenuta la presenza di risorse e servizi web delle istituzioni educative;
- Se il sito è presente informazione non accademica, questa sarà anche presa in considerazione in sede di elaborazione degli indicatori.

## Vantaggi
- Velocità
- Open Access
- Artefatti (accesso a pubblicazioni e documenti non classici)

## Svantaggi
- Qualità dati non controllata
- Dati indicativi
- Dati non standardizzati
- Completezza dei dati non garantita
- Qualità variabile

## Ricercatori
Uno studio su 1178 articoli e 10 scritti condotto da Olle Persson per il periodo 2000-2002 mostra i seguenti ricercatori impegnati nella tematica in oggetto:
Lennart Björneborn, Blaise Cronin, Leo Egghe, Peter Ingwersen, Ronald Rousseau, Alastair Smith, Mike Thelwall, Liwen Vaughan
Tutti sono componenti del board della rivista Cybermetrics, fondata da Isidro Aguillo. Altri sono Judit Bar-Ilan e Hildrun Kretschmer